# لاون السابع
لاون السابع أو ليون السابع أو ليو السابع((باللاتينية: Leo VII)‏  13 يوليو 939) كان البابا من 3 يناير 936 إلى وفاته في 939. وكان قد سبقه البابا يوحنا الحادي عشر وما تلاه البابا ستيفن الثامن.  من أمن وصله إلى الانتخابات البابوية من قبل البريك الثاني من سبوليتو، حاكم روما في ذلك الوقت الذي أراد إبقاء البابوية تحت سلطته. كان ليو كاهنا في كنيسة سانت سيكستوس في روما، وكان يعتقد أنه من الرهبان البينديكتيين. لم يكان لديه اهتمام بالوصول إلى البابوية لكنه وافق تحت الضغط.